# 金朝男爵列表
金朝封爵分國王（二國）、國王（一國）、王、郡王、国公、開國郡公、開國縣公、開國侯（開國郡侯、開國縣侯）、開國伯（開國郡伯、開國縣伯）、開國子（開國郡子、開國縣子）、開國男（開國郡男、開國縣男）十一等十五種。追贈的爵位不加“開國”一詞，無食邑。其中，開國男為第十一等，食邑三百戶以上，不食實封，一般以郡望封之。
下表列出金朝可考的男爵。

## 開國郡男

### 彭城郡開國男
- 蒲察□家奴，食邑三百戶
- 粘割□頭，食邑三百戶

### 清河郡開國男
- 张茂，食邑三百戶

### 天水郡開國男
- 赵伦，食邑三百戶[2]

## 開國縣男

### 安定縣開國男
- 梁傚先，食邑三百戶

### 渤海縣開國男
- 高延年，食邑三百戶

### 東平縣開國男
- 吕溥，食邑三百戶

### 東陽縣開國男
- 甯獬，食邑三百戶

### 汾陽縣開國男
- 郭长倩，食邑五百戶
- 郭济忠，食邑三百戶

### 高陽縣開國男
- 耿得中，食邑三百戶

### 廣陵縣開國男
- 高德裕，食邑三百戶
- 高稻，食邑三百戶

### 河東縣開國男
- 裴国器，食邑三百戶

### 河南縣開國男
- 元格，食邑三百戶
- 乔扆，食邑三百戶
- 甲申之，食邑三百戶

### 金源縣開國男
- 完顏醜奴，食邑三百戶
- 完顏守成，食邑五百戶

### 蘭陵縣開國男
- 萧仲恭，食邑七百戶

### 隴西縣開國男
- 乌古论，食邑三百戶

### 路豐縣開國男
- 杨定，食邑三百戶

### 南陽縣開國男
- 白偉，食邑三百戶

### 彭城縣開國男
- 劉□□，食邑三百戶
- 劉濤，食邑三百戶

### 清河縣開國男
- 張□震，食邑三百戶

### 汝南縣開國男
- 周昂，食邑三百戶

### 太原縣開國男
- 王庭直，食邑三百戶
- 王琯，食邑三百戶
- 王庭圭，食邑三百戶
- 王兖，食邑三百戶

### 天水縣開國男
- 赵儢，食邑三百戶
- 赵伯成，食邑三百戶

### 滎陽縣開國男
- 毛伯明，食邑三百戶

### 潁川縣開國男
- 陈大举，食邑三百戶[2]

## 縣男（贈）
- 安定縣男程鼎
- 濮陽縣男吴璋
- 某縣男曹椿年[3]